# 芦尚
芦尚（あしたか、生没年不詳）とは、江戸時代の大坂の浮世絵師。

## 来歴
蘭英斎芦国の門人かといわれる。「あしなお」とも。文化14年（1817年）の頃に役者絵を残している。

## 作品
- 「さつきひめ・三代目中村松江　石川五右衛門・三代目中村歌右衛門」　大判錦絵2枚続　ボストン美術館所蔵　※文化14年正月、大坂角の芝居『けいせい稚児淵』より
- 「関帝・中村歌右ヱ門」　大判錦絵　池田文庫所蔵　※文化14年3月、角の芝居『莫恠踊絵姿』より
- 「鍾馗・三世中村歌右衛門」　大判錦絵